# Homs (distrito)
Homs (em árabe: الخمس; romaniz.: Khums) foi distrito da Líbia com capital em Homs. Localizava-se a noroeste do país, na costa do Mediterrâneo. Foi criado em 1983 e segundo censo de 1987 havia 149 642 residentes. Em 1995, foi substituída pelo distrito de Murgube.